# Lazarus Component Library

Взаємодія бібліотек класів і наборів віджетів у Lazarus і Free Pascal

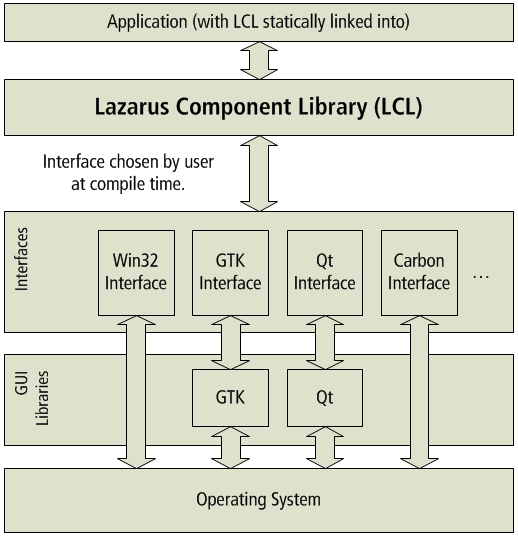
Архітектура бібліотеки компонентів Lazarus (LCL)

Бібліотека компонентів Lazarus (англ. Lazarus Component Library, скорочено LCL) — бібліотека компонентів для розробки програмного забезпечення в ІСР Lazarus.

## Огляд
LCL складається з набору модулів, які включають компоненти та класи, особливо для побудови графічного інтерфейсу користувача. Заснована на бібліотеках Free Pascal RTL і FCL. Завдяки прив'язці наборів віджетів до певної платформи, підтримує розробку платформозалежного програмного забезпечення для кількох операційних систем, серед яких Android, Desktop Linux, Mac OS X і Windows. Файли з сирцевим кодом Lazarus поширюються під різними ліцензіями: GNU General Public License, версія 2 (GPLv2), модифікована LGPL і MPL.
LCL підтримує GTK2, Qt4, Qt5, Qt6, fpGUI для BSD, Linux, macOS і Windows, Win32 для Windows, Cocoa для macOS, а також MUI для систем Amiga тощо.